# 용산시티파크
용산시티파크(영어: Yongsan City Park)은 대한민국 서울특별시 용산구 한강로3가에 위치한 주거 단지이다.